# Боґл (кратер)
Боґл (англ. Bogle) — метеоритний кратер на Паці — супутнику Урана. Назву кратера затверджено МАСом на честь Боґла — персонажа кельтської мітології.